# 軌跡 (SEAMOの曲)
「軌跡」（きせき）は、SEAMOの8枚目のシングル。

## 解説
- 前作『Fly Away』から約2ヶ月ぶりのリリースである。
- 8thシングルとして、2007年9月26日にBMG JAPANより発売。
- DVD付初回生産限定盤 PV「Fly Away」とメイキング映像収録のDVD付。

## 収録曲
全作詞：Naoki Takada
1. 軌跡
作曲：Naoki Takada & Shintaro“Growth”Izutsu　編曲：Shintaro“Growth”Izutsu
フジテレビ系「ウチくる!?」エンディングテーマ。
「マタアイマショウ」以来のラブソング。自身では「辛気臭いラブ・ソング」と『HEY!HEY!HEY! MUSIC CHAMP』で語っていた。
2. 好奇心
作曲：Naoki Takada & DJ 大自然　編曲：DJ 大自然
3. 天狗〜祭りのテーマ〜(RAM RIDER REMIX)
4. 軌跡(Instrumental)
5. 好奇心(Instrumental)